# Stanley Ma
Stanley Ma (1950 à Hong Kong) est un homme d'affaires canadien (québécois) d'origine chinoise. En 2011, sa société Groupe d’alimentation MTY met en marché plusieurs franchises de restaurants de prêt-à-manger, dont Thaï Express, Sushi Shop, Tandori et Valentine. L'ensemble de ces franchises compte en tout « 1 600 établissements au Canada » et 140 de plus ailleurs dans le monde.

## Biographie
Il est né d'un père qui a fait fortune dans le secteur manufacturier, l'immobilier et le commerce au détail à Hong Kong. En 1979, il ouvre son premier restaurant à Laval au Québec, Le Paradis du Pacifique, qui sert de la cuisine polynésienne. Au début des années 1980, quinze ans après avoir émigré d'Hong Kong, il ouvre le Tiki-Ming, un comptoir de cuisine chinoise, à Montréal.
Depuis 1997, il est CEO de MTY, société qu'il a fondée. En 2007, deux de ses enfants travaillent avec lui. Sa fille Katherine travaille aux achats, alors que David, architecte, est gestionnaire de projets.
En 2009, MTY a acquis Country Style, la deuxième plus importante chaîne de beignes et café en Ontario. En 2010, MTY acquiert Valentine, une chaîne québécoise de 95 restaurants spécialisée dans les hot-dogs et la poutine.
En 2011, MTY possède les franchises
Tiki-Ming (cuisine chinoise), Thaï express (cuisine thaïe), Sushi Shop (sushi), Sukiyaki (cuisine japonaise),
Au Vieux Duluth Express (cuisine grecque),
Vanelli's (cuisine italienne), La Crémière (comptoir de crème glacée),
Tandori (cuisine indienne),
Franx Supreme (hot-dogs et poutines),
Cultures (sandwichs et salades),
CaféRama (café et pâtisseries),
O'Burger (hamburger et frites),
Vie & Nam (cuisine vietnamienne),
Chick'n'Chik (cuisine à base de poulet),
Croissant Plus (café et pâtisseries),
Kim Chi (cuisine coréenne),
Koya Japan (cuisine japonaise),
Panini (cuisine italienne),
TCBY (desserts à base de yogourt),
Tutti Frutti Déjeuners (déjeuners),
Valentine (hamburger et frites),
Villa Madina (cuisine méditerranéenne) et
Yogen Früz (desserts à base de yogourt). En 2011, ces enseignes font régulièrement partie des aires de restauration du Québec, de l'Ontario et du Moyen-Orient. MTY détient la chaîne Taco Time (cuisine mexicaine) dans l'Ouest canadien. Elle a vendu « une centaine de franchises à Dubaï, au Koweït, en Jordanie, en Arabie saoudite et au Maroc ».
Stanley Ma mange régulièrement aux comptoirs des franchises de MTY « dans le but de [s']assurer que les mets sont bons. [Il] aime aussi faire partie de leur clientèle ».